# Himberg
Himberg är en ort och kommun i Österrike. Den ligger i distriktet Bruck an der Leitha i förbundslandet Niederösterreich, 15 km söder om huvudstaden Wien.
Kommunen består av fyra orter (Ortschaften) (inom parentes invånarantal 1 januari 2024):
- Gutenhof (51)
- Himberg (5 727)
- Pellendorf (707)
- Velm (1 707)